# Шупитка (Ботошани)
Шупитка (рум. Șupitca) насеље је у Румунији у округу Ботошани у општини Кошула. Oпштина се налази на надморској висини од 143 m.

## Становништво
Према подацима из 2002. године у насељу је живело 818 становника.

### Попис2002.
| Расподела становништва по националности 2002.‍ | Расподела становништва по националности 2002.‍ | Расподела становништва по националности 2002.‍ | Расподела становништва по националности 2002.‍ | Расподела становништва по националности 2002.‍ |
| --------------------------------------------- | --------------------------------------------- | --------------------------------------------- | --------------------------------------------- | --------------------------------------------- |
|                                               |                                               |                                               |                                               |                                               |
| Румуни                                        | Румуни                                        |                                               | 719                                           | 87,9%                                         |
| Роми                                          | Роми                                          |                                               | 99                                            | 12,1%                                         |